# Bahuntilpung
Bahuntilpung (en népalais : बाहुनतिल्पुङ) est un comité de développement villageois du Népal situé dans le district de Sindhuli. Au recensement de 2011, il comptait 3 116 habitants.